# Jean-Jacques-Marie Huvé
Pour les articles homonymes, voir Huvé.

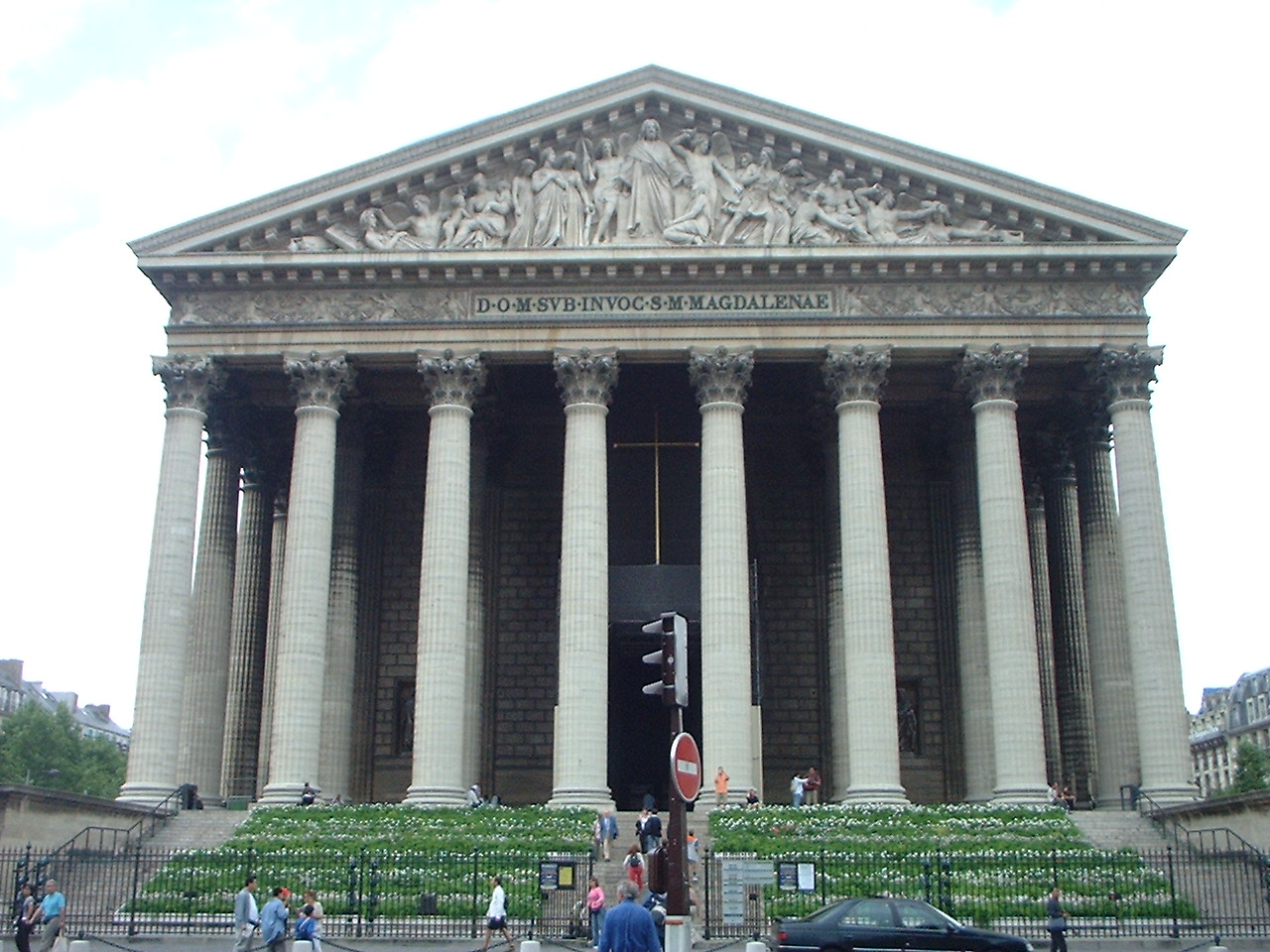
Église de la Madeleine à Paris

Jean-Jacques-Marie Huvé est un architecte français né à Versailles le 28 avril 1783 et mort à Paris le 23 novembre 1852. 

## Biographie
Fils de l'architecte Jean-Jacques Huvé (1742-1808), il fut l'élève de Julien-David Leroy (1724-1803) et de Charles Percier (1764-1838).
Nommé inspecteur des travaux de l'église de la Madeleine en 1808, il fut chargé, au décès de l'architecte Pierre-Alexandre Vignon (1763-1828), de poursuivre la construction et de concevoir le décor intérieur, inspiré de l'architecture des thermes et basiliques antiques. Il acheva les travaux en 1842.
Proche de quelques grandes familles de la Restauration, les Hyde de Neuville, Clermont-Tonnerre, Louvois, et surtout les La Rochefoucauld-Doudeauville, notamment Ambroise-Polycarpe de La Rochefoucauld, Ministre de la Maison du Roi (1824-1827) et son fils, Sosthène de La Rochefoucauld, directeur des Beaux-Arts sous Charles X, il devient architecte des Hôpitaux de Paris (1819), du château de Compiègne (1823), et de l'administration des Postes. Il fut membre de l'Institut de France (Académie des beaux-arts, section d'architecture) où il succéda à Charles Percier en 1838. Au sommet de sa carrière sous la Monarchie de Juillet, il devint président de la Société centrale des architectes, président de la Société libre des Beaux-Arts, membre étranger du Royal Institute of British Architects, chevalier (en 1834) puis officier (en 1846) de la Légion d'honneur, chevalier de l'Aigle rouge en Prusse, etc.
Lié aux familles Delécluze et Viollet-le-Duc, il a accueilli dans son agence l'architecte Eugène Viollet-le-Duc (1814-1879). À l'École des beaux-arts, il fut le professeur notamment de Étienne Charles-Gustave Guérin dit Gustave Guérin et de Charles Laisné, architectes diocésains. Il forma aussi son neveu, Louis Lenormand (1801-1862), architecte du château de Meillant (Cher) et de la Cour de Cassation.
Il eut plusieurs enfants dont Félix Huvé (1816-1887), qui fut maire de Sablé-sur-Sarthe, et une fille, qui épousa le fils de l'ingénieur et architecte Louis Bruyère (1758-1831).
Il est inhumé au cimetière du Père-Lachaise à Paris (32e division) aux côtés de son fils Adrien Huvé (1819-1873), officier de marine.

## Principales réalisations
- Pavillon de musique de Madame (1820), pavillon construit à Versailles pour la comtesse de Provence en 1784, dont il réalise deux ailes latérales pour le compte de la famille Mellerio dits Meller.
- Église de la Madeleine à Paris, dont il termine, entre 1828 et 1842, la construction commencée par Pierre-Alexandre Vignon.
- Château de Saint-Ouen (1821-1823), reconstruit à la demande de Louis XVIII et cédé  à Zoé du Cayla, sa dernière favorite. Huvé y conçoit également le mobilier, avec le bronzier Feuchère.
- Comédie-Italienne, Paris (auj. Salle Ventadour) et magasins attenants.
- Marché aux Vaches grasses, Paris.
- Hôpital de La Rochefoucauld (commencé par l'architecte Viel de Saint-Maux), Petit-Montrouge, territoire de la commune de Montrouge annexé par Paris en 1860.
- Hospice Marie-Thérèse, Paris (auj. infirmerie Marie-Thérèse)
- Église du couvent Saint-Thomas-de-Villeneuve, Paris, rue de Sèvres
- Château d'Ancy-le-Franc : restauration du "Salon bleu".
- Projets: hôpital à Cherbourg, salle de spectacle à Tours, Hôtel central des Postes à Paris.

## Élèves
(liste non exhaustive)
- Pierre-Jules Jollivet (1794-1871)

## Distinctions
1835 : chevalier de la Légion d'honneur (officier en 1846)